# Schlacht bei den Sybota-Inseln
Sybota – Potidaia – Spartolos – Stratos – Naupaktos – Plataiai – Olpai – Tanagra – Pylos – Sphakteria – Korinth – Megara – Delion – Amphipolis – Mantineia – Melos – Syrakus – Milet – Syme – Eretria – Kynossema – Abydos – Kyzikos – Ephesos – Chalkedon – Byzanz – Andros – Notion – Mytilene  – Arginusen – Aigospotamoi
Die Schlacht bei den Sybota-Inseln war eine Seeschlacht, die sich die korinthische Flotte mit der von Kerkyra im Jahr 433 v. Chr. lieferte. Da beide Mächte auch in den spartanisch-athenischen Gegensatz verwickelt waren, trug die Schlacht zur Eskalation im Vorfeld des Peloponnesischen Krieges bei, der bald darauf ausbrach.
Kerkyra (das heutige Korfu) war ursprünglich eine Kolonie Korinths, doch im 5. Jh. v. Chr. hatte es seine eigene Position im Ionischen Meer soweit ausgebaut, dass es daran denken konnte, eine eigenständige, von Korinth unabhängige Politik zu betreiben. Daher nahm es Fühlung mit Athen auf, das wiederum traditionell ein Rivale Korinths war, zumal Korinth wiederum Bündnispartner Spartas war. Kerkyra hatte mittlerweile die zweitgrößte Flotte aller Griechenstädte aufgebaut, zugleich sandte Athen Kerkyra eigene Schiffe zur Unterstützung gegen Korinth, verband dies aber mit der Bedingung, dass nur dann gegen die Korinther vorgegangen werden sollte, wenn diese sich auch tatsächlich anschickten, Kerkyra zu besetzen. Korinth sandte unterdessen einen mächtigen Flottenverband von 150 Schiffen unter dem Kommando von Xenokleides in Richtung Kerkyra.
Kerkyra ließ 110 Schiffe unter dem Kommando von Mikiades, Aisimides und Eurybatos nahe der Sybota-Inseln, unmittelbar südlich von Kerkyra, versammeln. Ihnen schlossen sich die athenischen Schiffe unter Lakedaimonios (einem Sohn des Kimon), Diotimos und Proteas an. Bei der Ankunft der korinthischen Flotte stellten sich die kerkyräischen Schiffe in Kampfformation auf, wobei sich die athenischen Schiffe rechts von ihnen hielten. Ihnen standen die korinthischen Schiffe gegenüber, wobei sich am äußersten rechten Flügel verbündete Schiffe aus Megara und Ambrakia befanden und in der Mitte die Schiffe weiterer Verbündeter. Beide Parteien hatten Hopliten auf ihren Schiffen sowie Bogenschützen und Speerwerfer. Statt, wie es bei Seeschlachten eigentlich üblich war, die gegnerischen Schiffe durch Rammen zu versenken, versuchten die Kontrahenten, sie zu entern, sodass sich gewissermaßen eine Landschlacht auf See entwickelte. Die athenischen Schiffe hielten sich dabei zunächst vom Kampf fern, da die Korinther keinen Versuch unternahmen, auf Kerkyra zu landen.
Zunächst gelang es zwanzig kerkyräischen Schiffen, den rechten Flügel der Korinther zu umfassen und trieben diesen zurück zum korinthischen Lager an der Küste, das von den Kerkyräern in Brand gesetzt wurde. Der linke Flügel der Korinther kämpfte dagegen so erfolgreich, dass die Athener doch noch eingreifen mussten, um ihren Verbündeten zu Hilfe zu kommen. Dennoch behielten die Korinther die Oberhand. Es gelang ihnen, 1.250 Gefangene zu machen, obwohl sie auch viele der überlebenden Gegner töteten – ein Vorgeschmack auf die Barbarisierung des Krieges, wie sie im Verlauf des Peloponnesischen Krieges noch häufiger begegnen sollte.
Kerkyräer und Athener beeilten sich daraufhin, die Insel Kerkyra vor einer Invasion zu schützen, wobei ihnen weitere zwanzig athenische Schiffe unter Glaukon zu Hilfe kamen. Die Aussichtslosigkeit ihres Vorhabens erkennend, hielten sich die Korinther daraufhin zurück. Auch am darauffolgenden Tag wagten sie keine erneute Schlacht und zogen schließlich ganz ab. Beide Seiten reklamierten einen Sieg für sich: Die Korinther wegen ihrer Erfolge in der Seeschlacht, die Athener und Kerkyräer, weil es ihnen gelungen war, eine Landung zu verhindern.
Bereits im nächsten Jahr gerieten Athener und Korinther in der Schlacht von Potidaia erneut aneinander, was den Gegensatz zwischen dem athenischen und dem spartanischen Lager weiter eskalieren ließ, sodass sich der formelle Ausbruch des Peloponnesischen Krieges kaum mehr vermeiden ließ.
- Eduard Meyer: Geschichte des Altertums Band 7, Phaidon Verlag Essen, S. 269 f.